# Nu jazz
Nu jazz è un termine generico coniato nei tardi anni '90 con cui ci si riferisce a tutti quei generi musicali che nascono dalla fusione di sonorità tipiche del jazz ad elementi di altri stili come funk, soul, electronic dance music e free improvisation. Anche scritto nü-jazz o NuJazz, può assumere a seconda dei casi nomi come New Urban Jazz, electronic jazz, electro-jazz, electric jazz, e-jazz, jazztronica, jazz house, phusion, neo-jazz, future jazz o Jazz-hop e electro-lounge. Il termine viene utilizzato anche per indicare la musica jazz di nuova concezione, comunque anche fruibile in una selezione musicale da club/disco/lounge bar.
In accordo con il critico musicale Tony Brewer:

## Caratteristiche stilistiche
Composizioni appartenenti a questo genere sono spesso raccolte o ideate da DJ producers e/o musicisti DJ, che cercano di far avvicinare all'ascolto di sonorità Jazz un pubblico più vasto e variegato.
Il nu jazz può essere riconosciuto, oltre che dalla struttura dei pezzi, anche dalla forte contaminazione elettronica che lo caratterizza. Alcune volte i pezzi si presentano con strumentazione puramente elettronica, ma con fraseggi e giri armonici tipicamente Jazz. Gli stili cui molti si ispirano, soprattutto per quanto riguarda le sezioni fiati e ritmica
(la scelta, ad esempio, della sonorità acustica per il basso), sono il cool jazz, lo swing, il bop, la bossanova (St. Germain, De-Phazz, Laurent de Wilde, Nicola Conte, ecc.). Numerose produzioni nu jazz hanno raggiunto vendite significative a livello internazionale.